# Aleš Mandous
Aleš Mandous (Nekmíř, 21 april 1992) is een Tsjechisch voetballer die als doelman speelt. Hij verruilde in 2021 SK Sigma Olomouc voor SK Slavia Praag. Mandous debuteerde in 2020 in het Tsjechisch voetbalelftal.